# 윤세아 (뮤지컬 배우)
윤세아(2012년 8월 11일 ~ )는 대한민국의 뮤지컬 배우다. 2021년 뮤지컬 '마리앙투아네트'로 데뷔했다.

## 방송
- 2021 DIMF 뮤지컬 스타 (2021) - Top24
- KBS 창작동요대회 (2023) - 대상

## 공연
- 마리앙투아네트 (2021) - 마리 테레즈 역
- 내일 바다에 (2021) - 소녀 역
- 수박수영장 (2023) - 막내씨앗 역